# Erythrophleum africanum
Erythrophleum africanum là một loài thực vật có hoa trong họ Đậu. Loài này được (Benth.) Harms miêu tả khoa học đầu tiên.